# Hold My Hand (bài hát của Lady Gaga)
"Hold My Hand" là bài hát của ca sĩ người Mỹ Lady Gaga, do Interscope Records phát hành ngày 3 tháng 5 năm 2022. Đây là đĩa đơn đầu tiên từ album nhạc phim Top Gun: Maverick (2022).

## Bảng xếp hạng

### Bảng xếp hạng hàng tuần
| Bảng xếp hạng (2022–2023)              | Vị trí cao nhất |
| -------------------------------------- | --------------- |
| Argentina (Argentina Hot 100)          | 72              |
| Úc (ARIA)                              | 29              |
| Áo (Ö3 Austria Top 40)                 | 32              |
| Bỉ (Ultratop 50 Flanders)              | 11              |
| Bỉ (Ultratop 50 Wallonia)              | 6               |
| Canada (Canadian Hot 100)              | 25              |
| Canada AC (Billboard)                  | 5               |
| Canada CHR/Top 40 (Billboard)          | 36              |
| Canada Hot AC (Billboard)              | 18              |
| CIS (Tophit)                           | 173             |
| Croatia International (HRT)            | 1               |
| Cộng hòa Séc (Rádio Top 100)           | 18              |
| Cộng hòa Séc (Singles Digitál Top 100) | 41              |
| Phần Lan Airplay (Radiosoittolista)    | 12              |
| Pháp (SNEP)                            | 32              |
| Đức (GfK)                              | 72              |
| Thế giới Global 200 (Billboard)        | 37              |
| Hungary (Single Top 40)                | 5               |
| Iceland (Plötutíðindi)                 | 37              |
| Ireland (IRMA)                         | 49              |
| Ý (FIMI)                               | 57              |
| Nhật Bản (Japan Hot 100)               | 29              |
| Hà Lan (Dutch Top 40)                  | 28              |
| Hà Lan (Single Top 100)                | 76              |
| New Zealand (Recorded Music NZ)        | 33              |
| Singapore (RIAS)                       | 29              |
| Slovakia (Rádio Top 100)               | 14              |
| Slovakia (Singles Digitál Top 100)     | 68              |
| Nam Phi (EMA)                          | 36              |
| Hàn Quốc Download (Circle)             | 112             |
| Thụy Điển (Sverigetopplistan)          | 61              |
| Thụy Sĩ (Schweizer Hitparade)          | 5               |
| Đài Loan (Billboard)                   | 11              |
| Anh Quốc (OCC)                         | 24              |
| Hoa Kỳ Billboard Hot 100               | 49              |
| Hoa Kỳ Adult Contemporary (Billboard)  | 9               |
| Hoa Kỳ Adult Pop Airplay (Billboard)   | 12              |
| Hoa Kỳ Pop Airplay (Billboard)         | 19              |

### Bảng xếp hạng cuối năm
| Bảng xếp hạng (2022)                      | Vị trí |
| ----------------------------------------- | ------ |
| Bỉ (Ultratop Flanders)                    | 51     |
| Bỉ (Ultratop Wallonia)                    | 26     |
| Canada (Canadian Hot 100)                 | 75     |
| Croatia (HRT)                             | 19     |
| Pháp (SNEP)                               | 124    |
| Global 200 (Billboard)                    | 178    |
| Hungary (Single Top 40)                   | 34     |
| Nhật Bản Download Songs (Billboard Japan) | 100    |
| Thụy Sĩ (Schweizer Hitparade)             | 39     |
| Hoa Kỳ Adult Contemporary (Billboard)     | 16     |
| Hoa Kỳ Adult Top 40 (Billboard)           | 37     |
| Hoa Kỳ Digital Song Sales (Billboard)     | 19     |

## Chứng nhận
| Quốc gia                                                    | Chứng nhận  | Số đơn vị/doanh số chứng nhận |
| ----------------------------------------------------------- | ----------- | ----------------------------- |
| Úc (ARIA)                                                   | Bạch kim    | 70.000‡                       |
| Bỉ (BEA)                                                    | Vàng        | 20.000‡                       |
| Canada (Music Canada)                                       | Bạch kim    | 80.000‡                       |
| Đan Mạch (IFPI Đan Mạch)                                    | Vàng        | 45.000‡                       |
| Pháp (SNEP)                                                 | Bạch kim    | 200.000‡                      |
| Ý (FIMI)                                                    | Bạch kim    | 100.000‡                      |
| Ba Lan (ZPAV)                                               | 2× Bạch kim | 100.000‡                      |
| Thụy Sĩ (IFPI)                                              | Bạch kim    | 20.000‡                       |
| Anh Quốc (BPI)                                              | Vàng        | 400.000‡                      |
| ‡ Chứng nhận dựa theo doanh số tiêu thụ và phát trực tuyến. |             |                               |

## Lịch sử phát hành
| Vùng      | Thời gian         | Định dạng                                                                             | Nhãn       | Ct.           |
| --------- | ----------------- | ------------------------------------------------------------------------------------- | ---------- | ------------- |
| Nhiều nơi | 3 tháng 5, 2022   | Tải nhạc phát trực tuyến                                                              | Interscope | [ 60 ]        |
| Ý         | 6 tháng 5, 2022   | Phát thanh radio                                                                      | Universal  | [ 61 ]        |
| Hoa Kỳ    | 9 tháng 5, 2022   | Adult contemporary radio hot adult contemporary radio modern adult contemporary radio | Interscope | [ 62 ]        |
| Hoa Kỳ    | 10 tháng 5, 2022  | Contemporary hit radio                                                                | Interscope | [ 63 ]        |
| Hoa Kỳ    | 11 tháng 11, 2022 | Vinyl 12-inch                                                                         | Interscope | [ 64 ] [ 65 ] |